# 황금피켈상
황금피켈상(Piolets d'Or)은 그룹 드 오트 몽타뉴(Groupe de Haute Montagne, GHM)가 조직하고 이전에는 공동 창립자인 몽타뉴 매거진(Montagnes Magazine)과 함께 조직한 연례 등산 및 고산 등반 상이다. 1992년 창립 이후 매년 주말 시상식에서 전년도 성과를 바탕으로 우승자에게 황금얼음도끼를 수여한다. 등산계의 최고 영예로 '등산계의 오스카상'으로 불린다.
황금피켈상은 경쟁과 같은 단일 시상 행사(Le Piolet d'Or)에서 여러 상을 수상한(Les Piolets d'Or) 등산과 산악 등반을 기념하는 더 광범위한 행사로 발전했다. 2008년 위기 이후 수상 헌장은 후보의 스타일과 혁신, 산과 환경, 미래 등반 세대에 대한 존중에 초점을 맞추고 수상 과정의 독립성과 투명성을 높이기 위해 다시 작성되었다. 공식 명칭도 복수형으로 변경되었다.

## 같이 보기
- 눈표범상